# Oñati
Oñati − miasto w Hiszpanii, we wspólnocie autonomicznej Kraj Basków, w prowincji Gipuzkoa. W 2008 liczyło 10 816 mieszkańców.

## Zabytki
- Uniwersytet Świętego Ducha założony w 1539 roku z renesansową fasadą ozdobiona figurami świętych. Wewnątrz piękne patio;
- gotycki kościół San Miguel z XV wieku. Wewnątrz krużganki w stylu plateresco;
- ratusz z 1779 roku;

## Miasta partnerskie
- Guadalajara, Meksyk
- Zacatecas, Meksyk
- Châteaubernard, Francja
- José Clemente Paz, Argentyna
- Gleibat El Fula, Sahara Zachodnia